# Merlion Park
Il Merlion Park è un punto di riferimento di Singapore e un'importante attrazione turistica situata nel quartiere Downtown Core di Singapore, vicino al suo quartiere degli affari (CBD).
Il Merlion è una creatura mitica con la testa di leone e il corpo di pesce che è utilizzato come mascotte e personificazione nazionale di Singapore. Nel parco si trovano due statue del Merlion: la prima è alta 8,6 metri e getta acqua dalla sua bocca, la seconda, che si trova vicino alla prima, è alta 2 metri ed è considerato un cucciolo di Merlion.

## Storia
Il primo Merlion Park è stato progettato dall'Ente per il turismo di Singapore (STB) vicino alla foce del fiume Singapore nel 1964 come emblema dello stato. Il 15 settembre 1972, il parco fu ufficialmente aperto contemporaneamente alla cerimonia di inaugurazione della statua, svolta alla presenza dall'allora Primo ministro di Singapore, Lee Kuan Yew. La statua era posizionata alla foce del fiume Singapore . La costruzione del Merlion iniziò nel novembre 1971 e fu completata nell'agosto 1972 ad opera dello scultore Lim Nang Seng e dei suoi 8 figli. La scultura, alta 8,6 metri, pesa 70 tonnellate.

### Trasferimento del Merlion
A causa del completamento dell'Esplanade Bridge nel 1997, il Merlion Park non era più situato alla foce del fiume Singapore e la statua non poteva più essere vista chiaramente dal lungomare di Marina Bay.  Il 23 aprile 2002, la statua è stata trasferita in un nuovo molo appositamente costruito sull'altro lato dell'Esplanade Bridge adiacente al Fullerton Hotel. Il trasferimento, che è costato 7,5 milioni di dollari, è stato completato il 25 aprile 2002. Il 15 settembre 2002, l'allora ministro Lee Kuan Yew dà nuovamente il benvenuto al Merlion nella sua nuova posizione, l'attuale Merlion Park, che è quattro volte più grande del precedente.

### Danni alla statua del Merlion
Il 28 febbraio 2009, tra le 4 e le 5 del pomeriggio, la statua del Merlion è stata colpita da un fulmine. Il personale nelle vicinanze ha detto di aver sentito un'esplosione seguita da un forte tonfo quando i pezzi rotti sono caduti a terra. Le riparazioni furono completate nel marzo dello stesso anno e il Merlion riprese a sputare acqua il 18 marzo 2009.

### Lavori di restauro
Il Merlion Park e la statua hanno subito alcuni lavori di restauro nel 2019.

## Galleria d'immagini

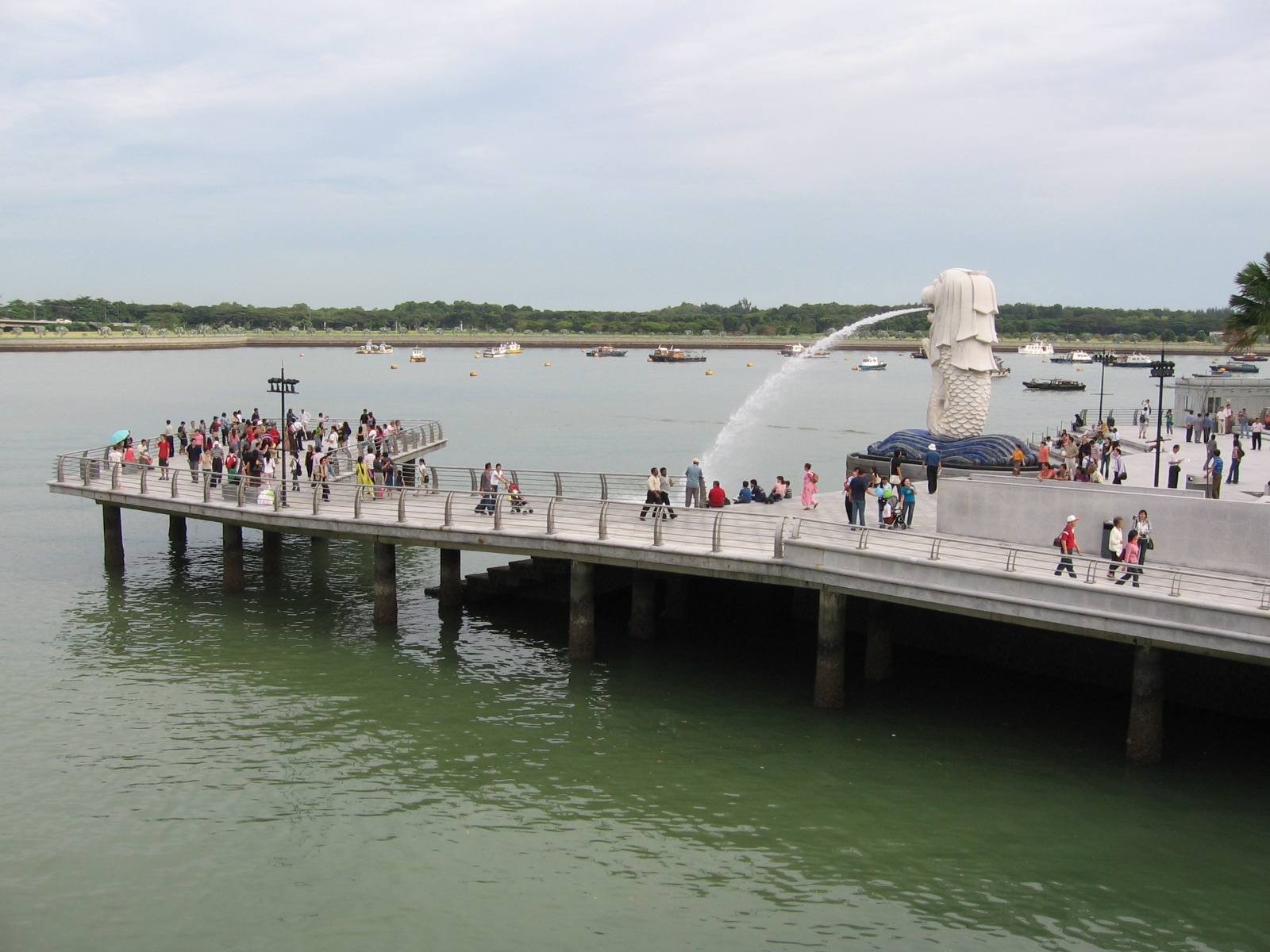
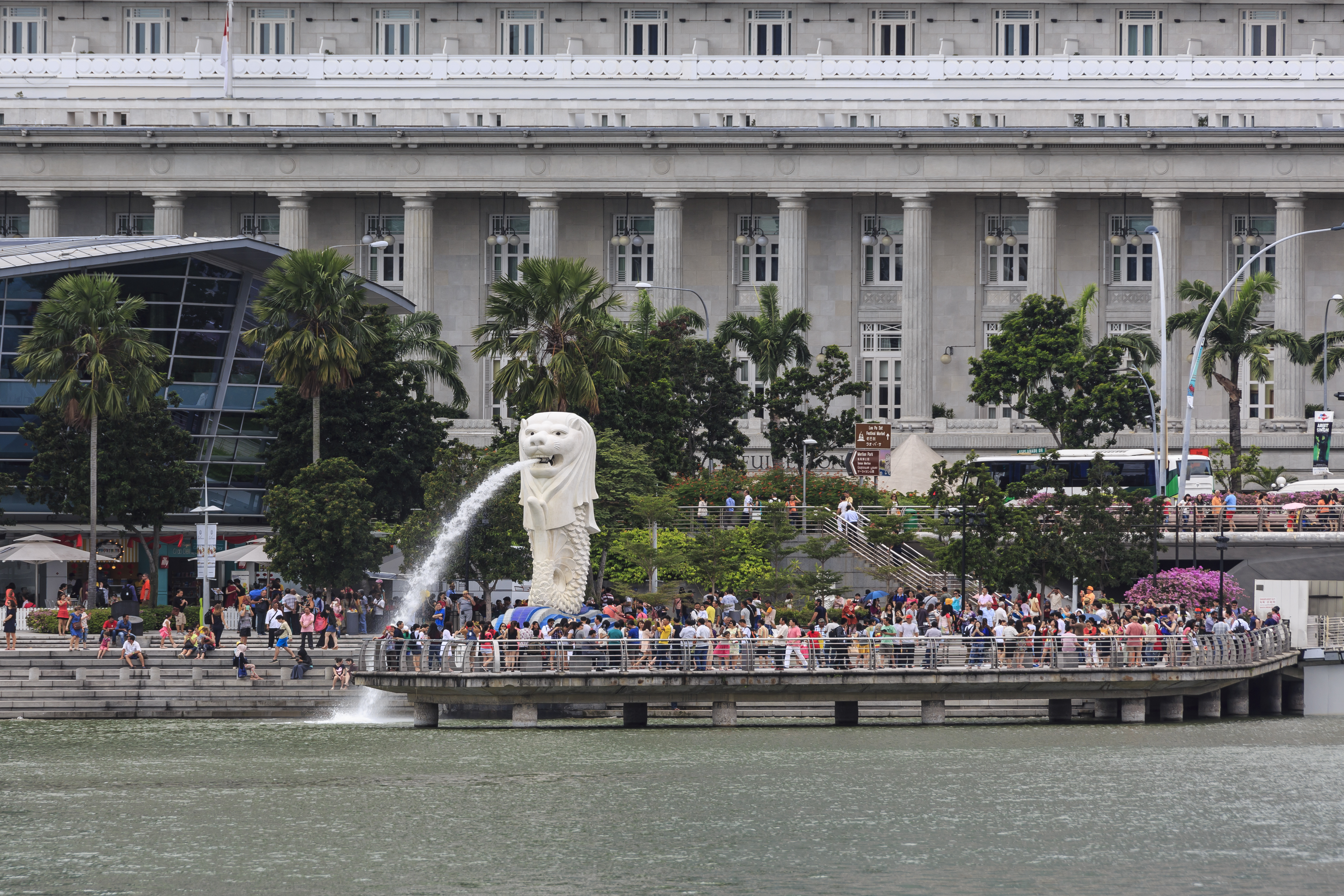
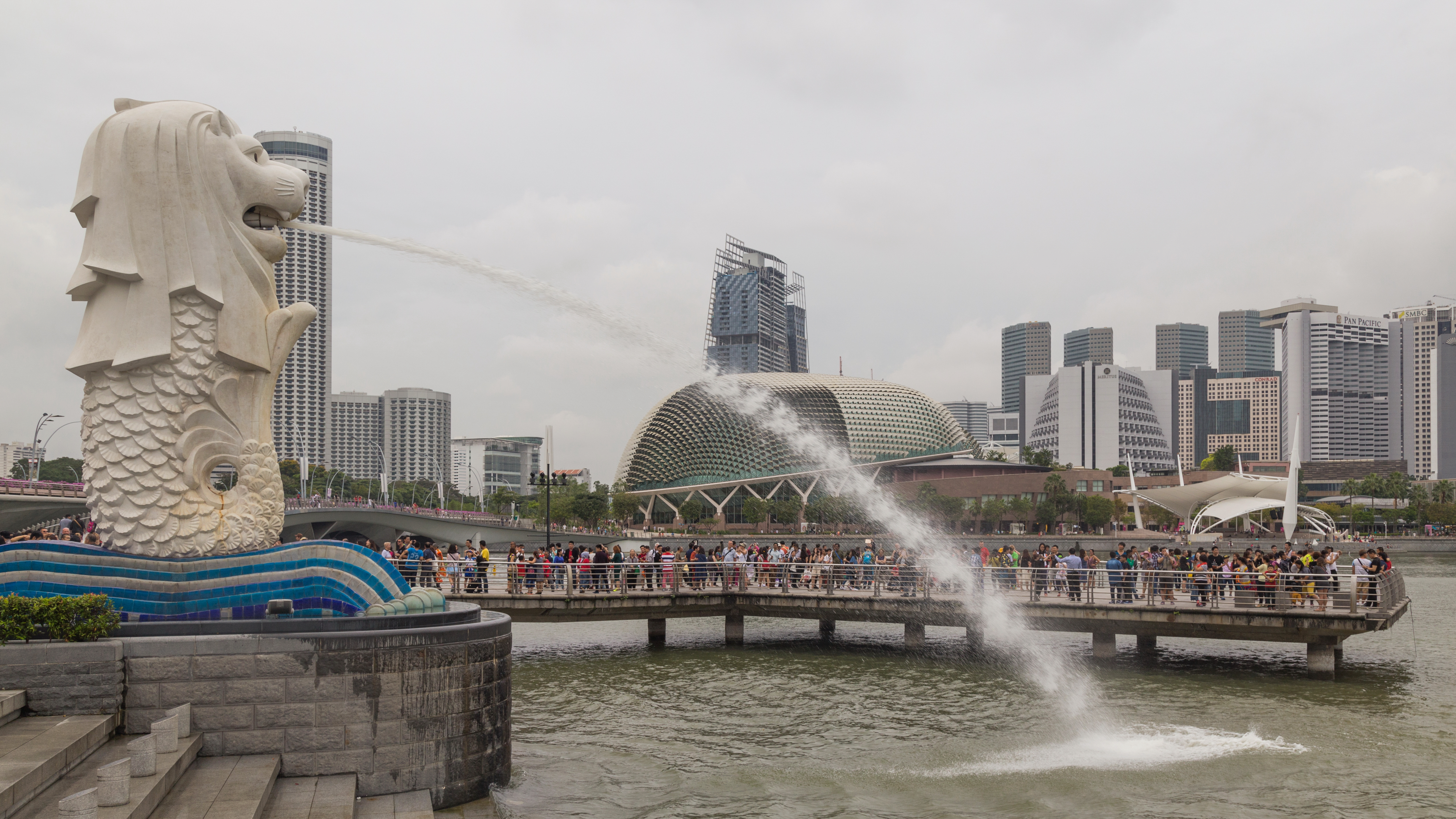
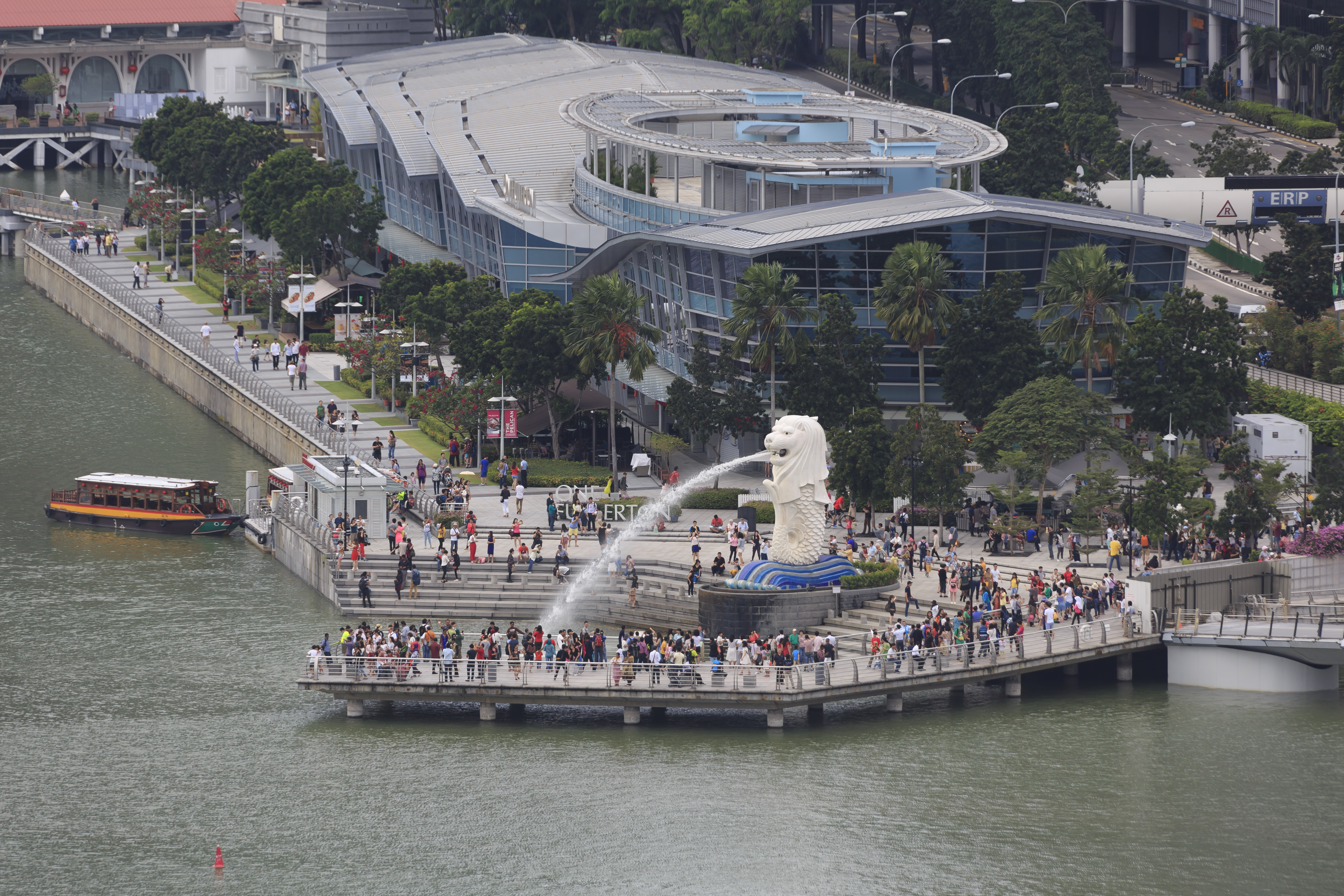
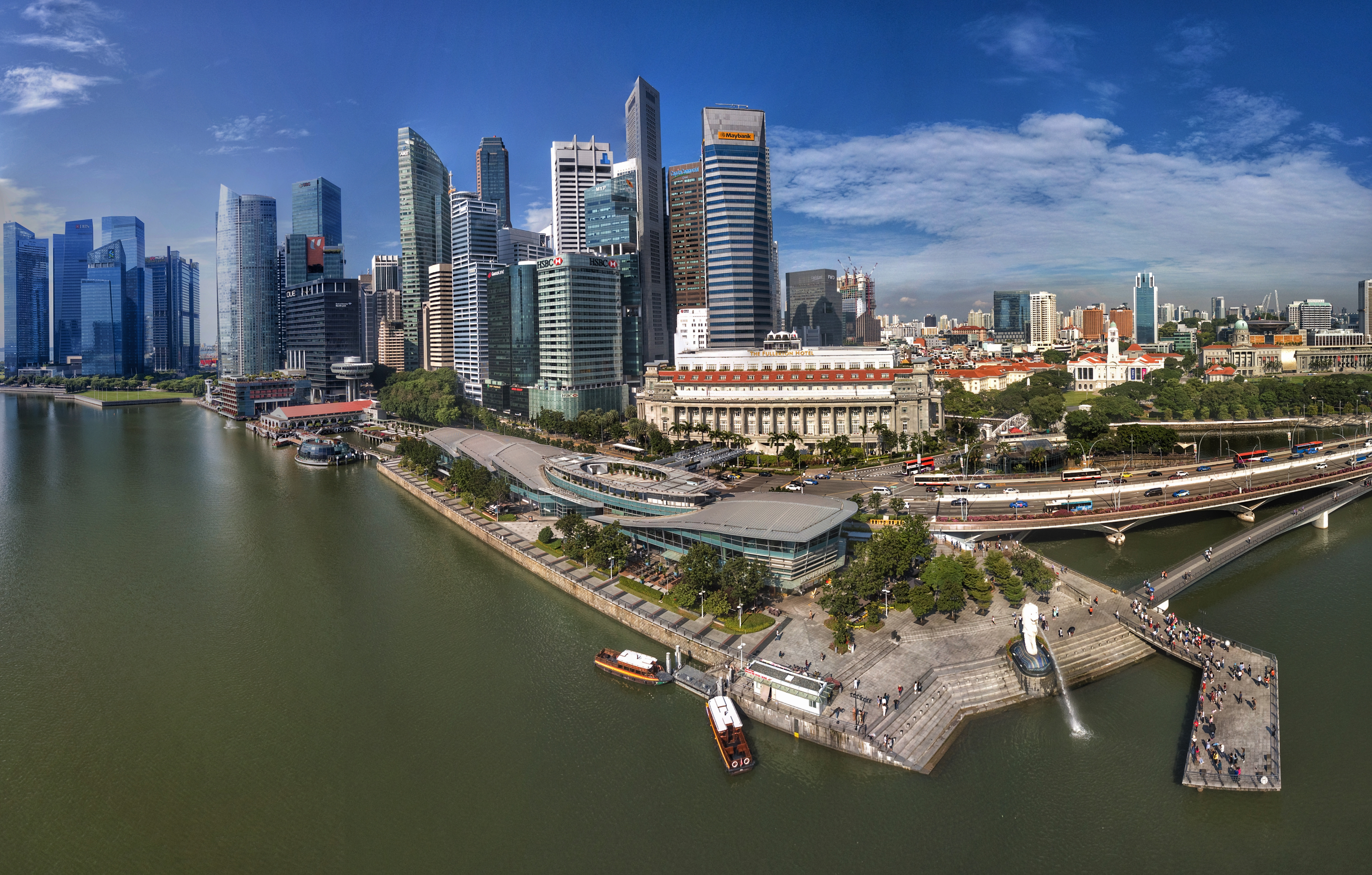
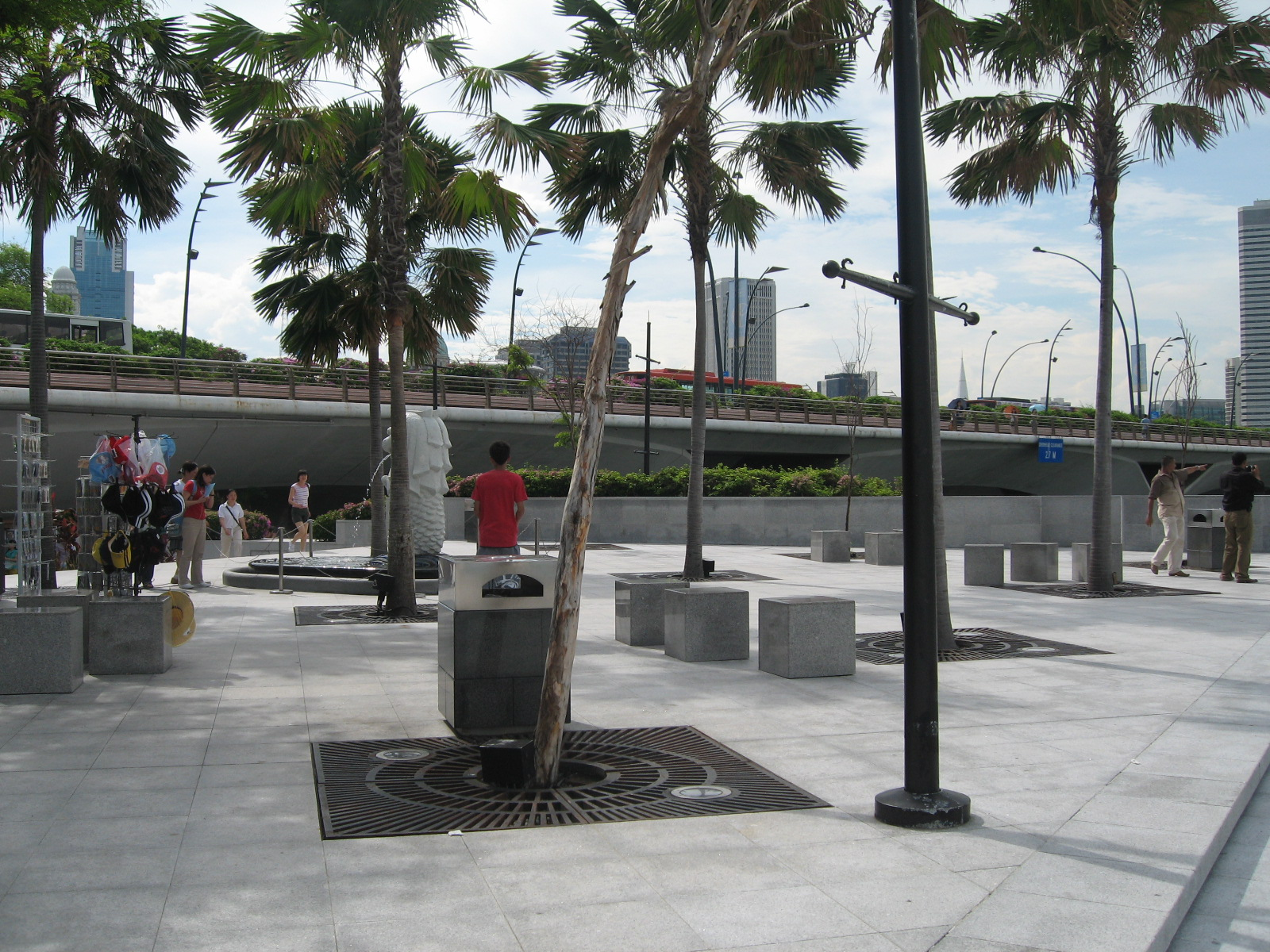
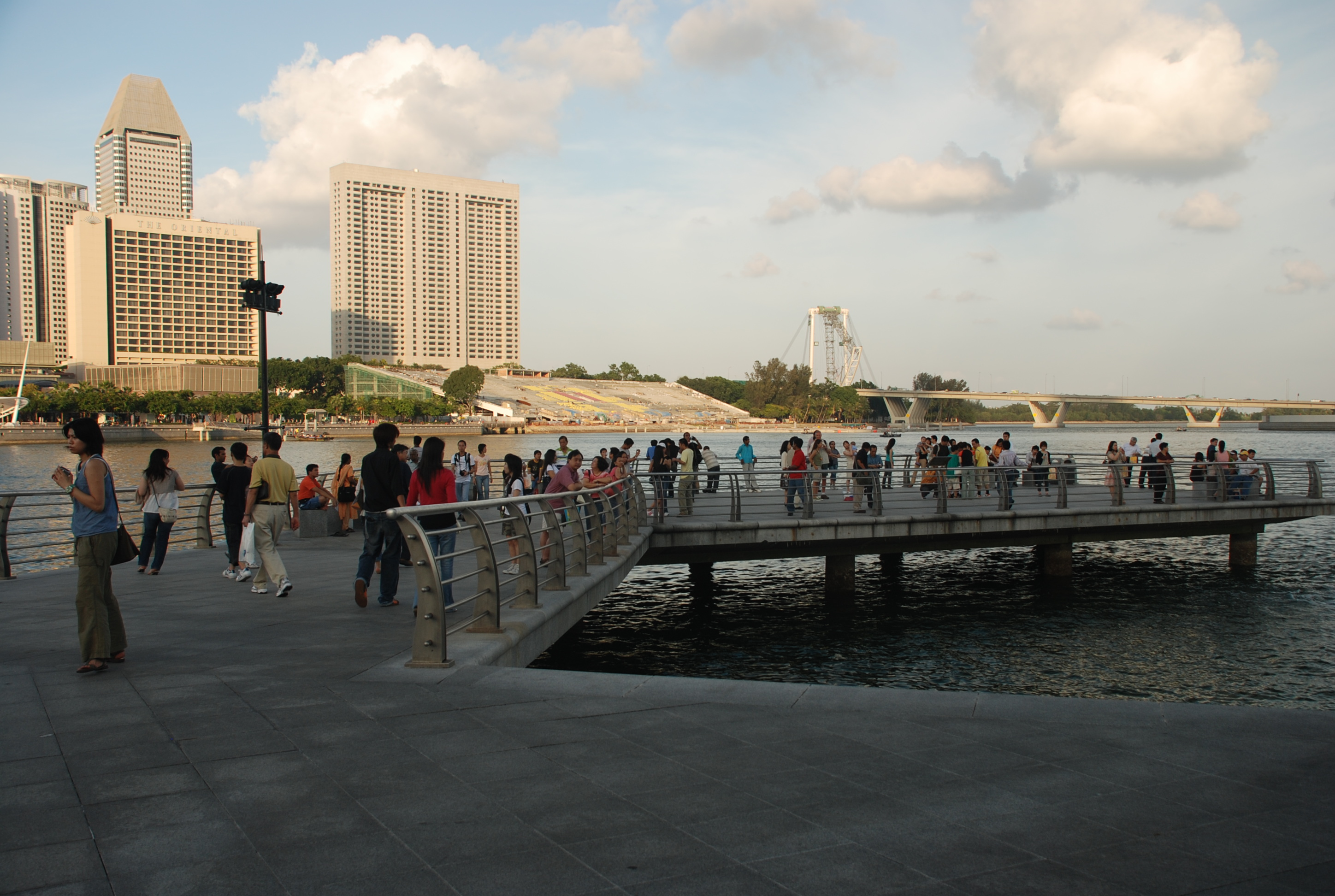
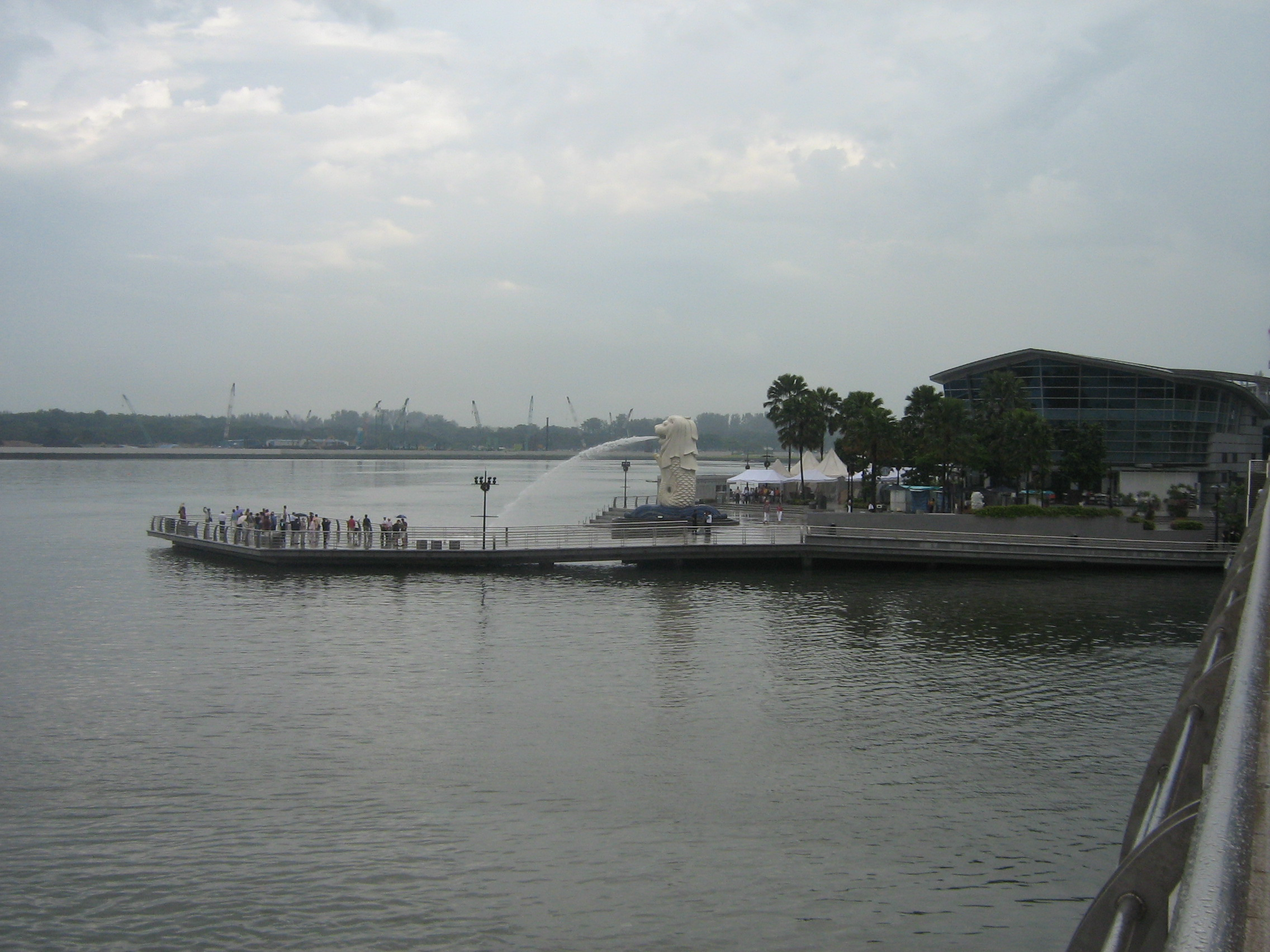
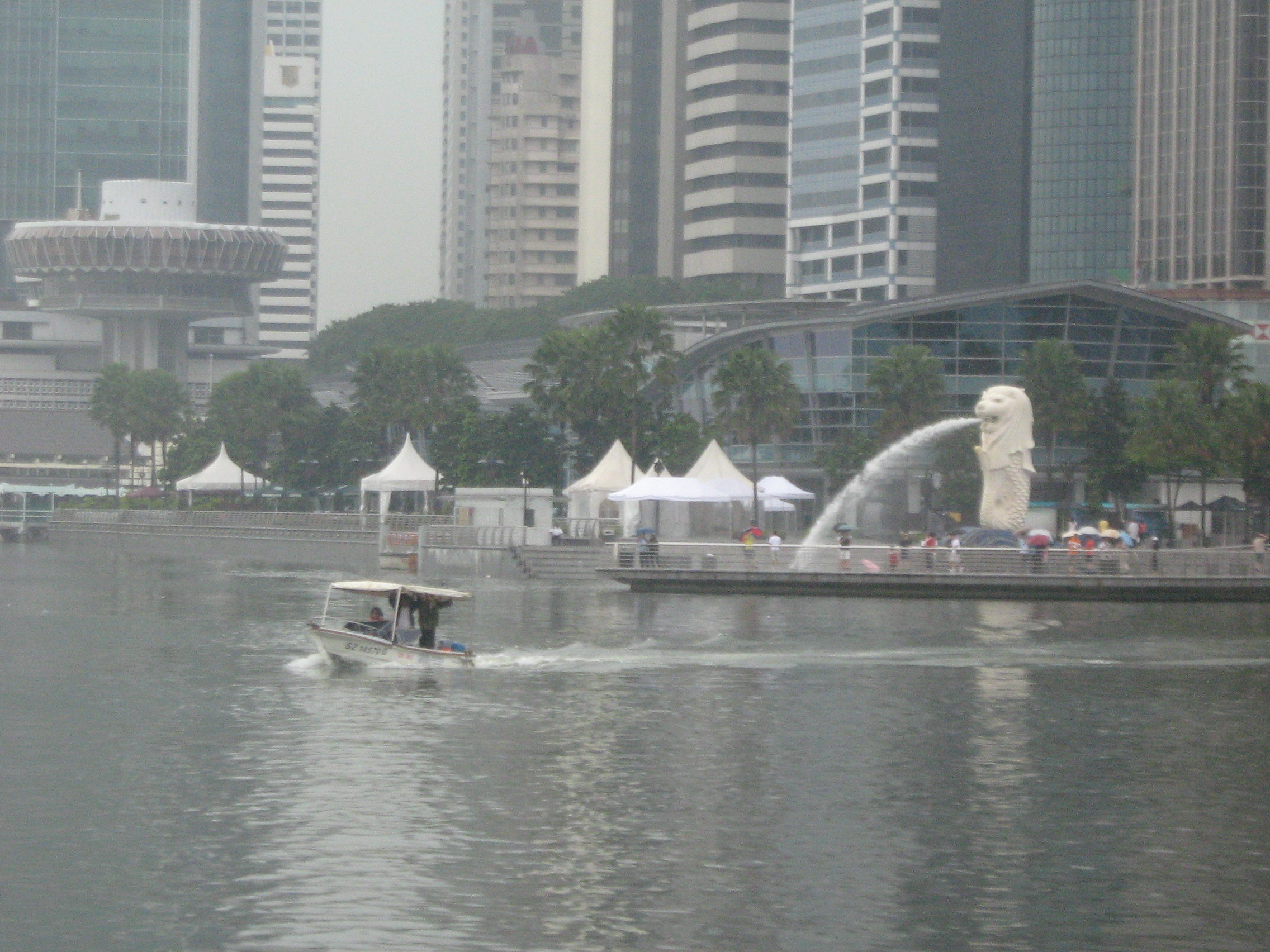
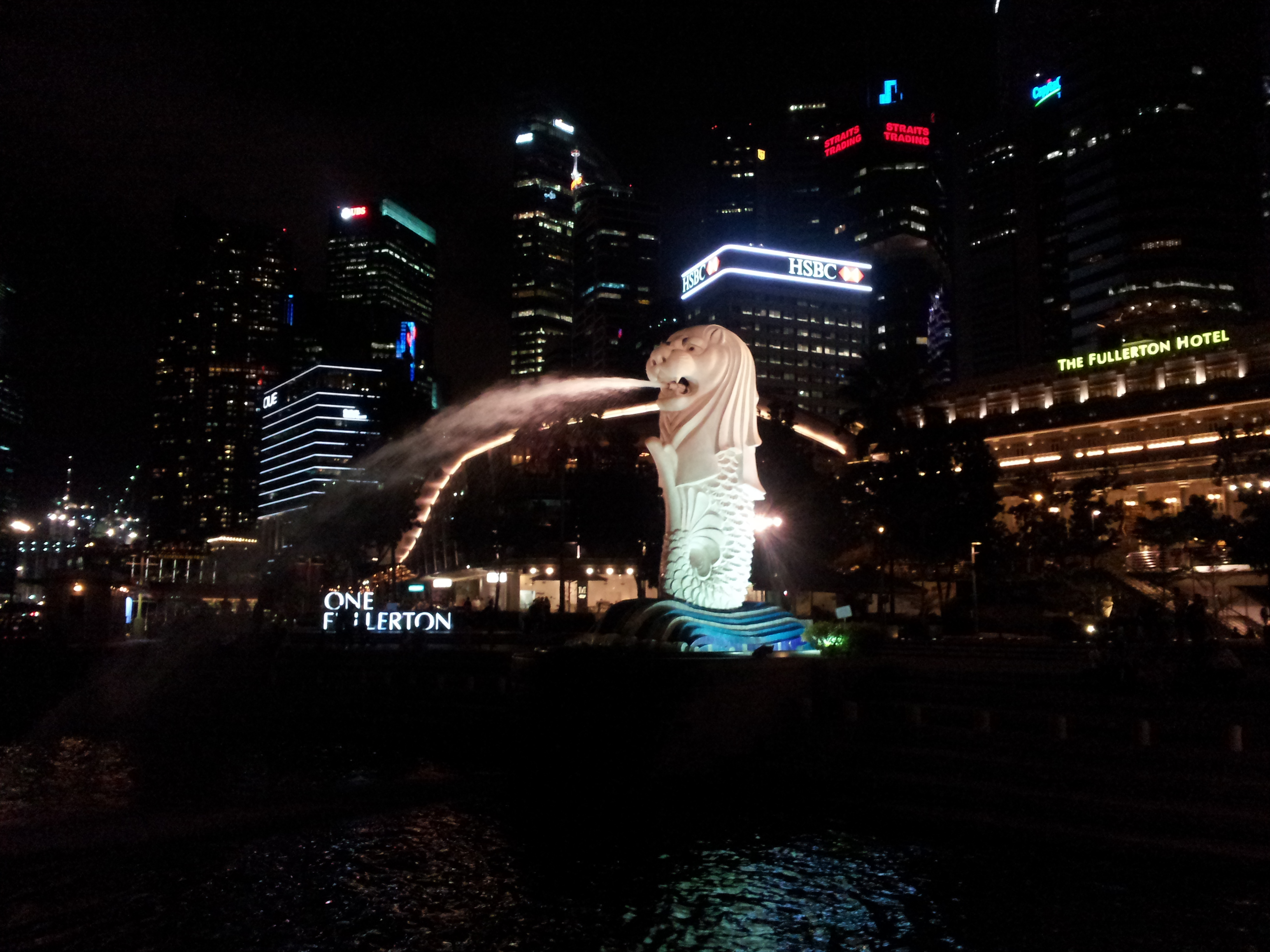
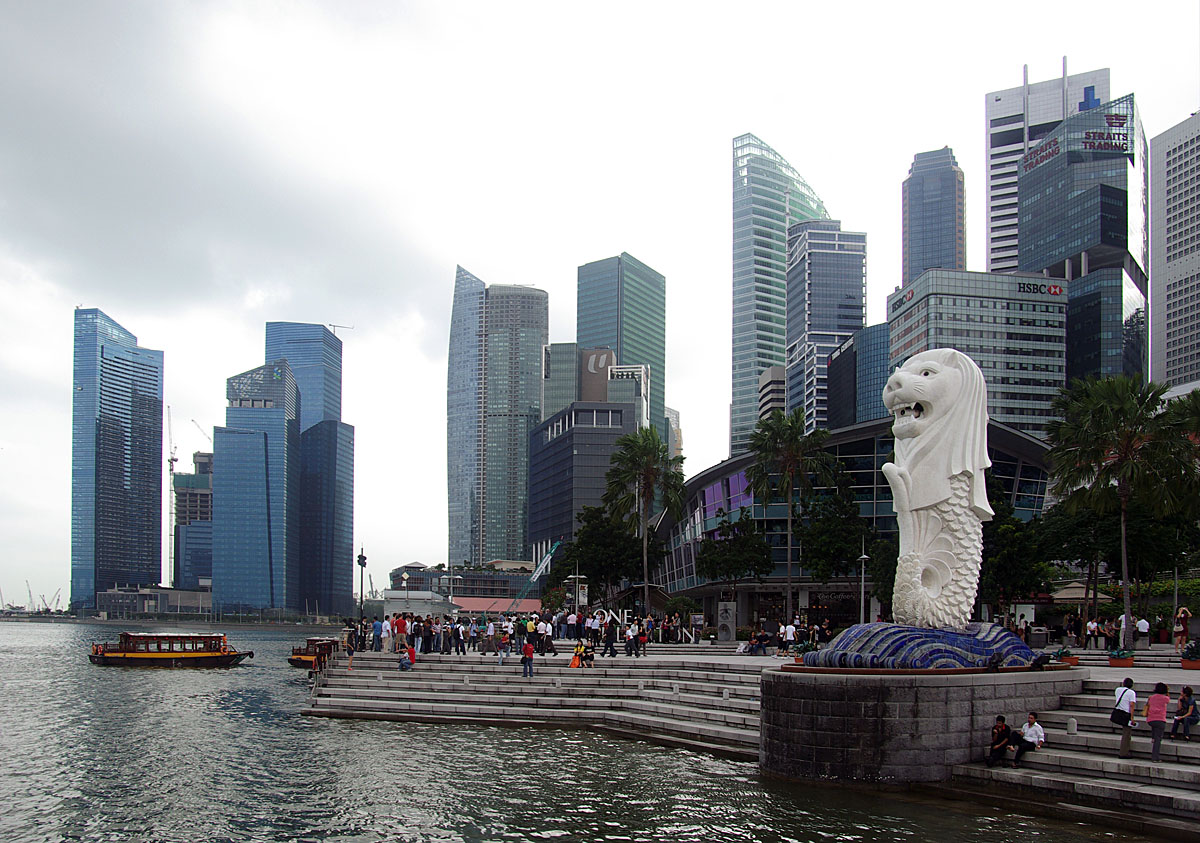
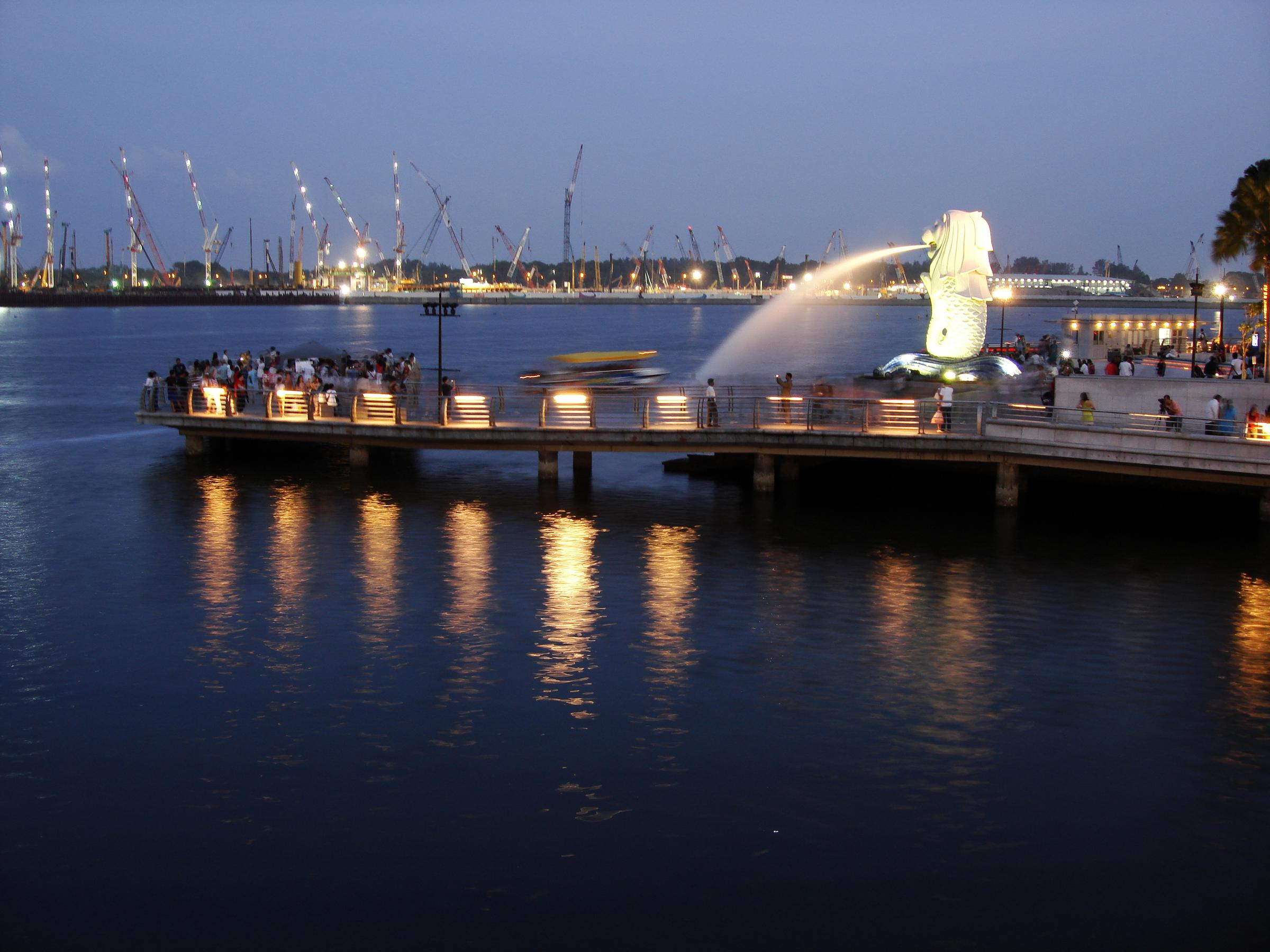
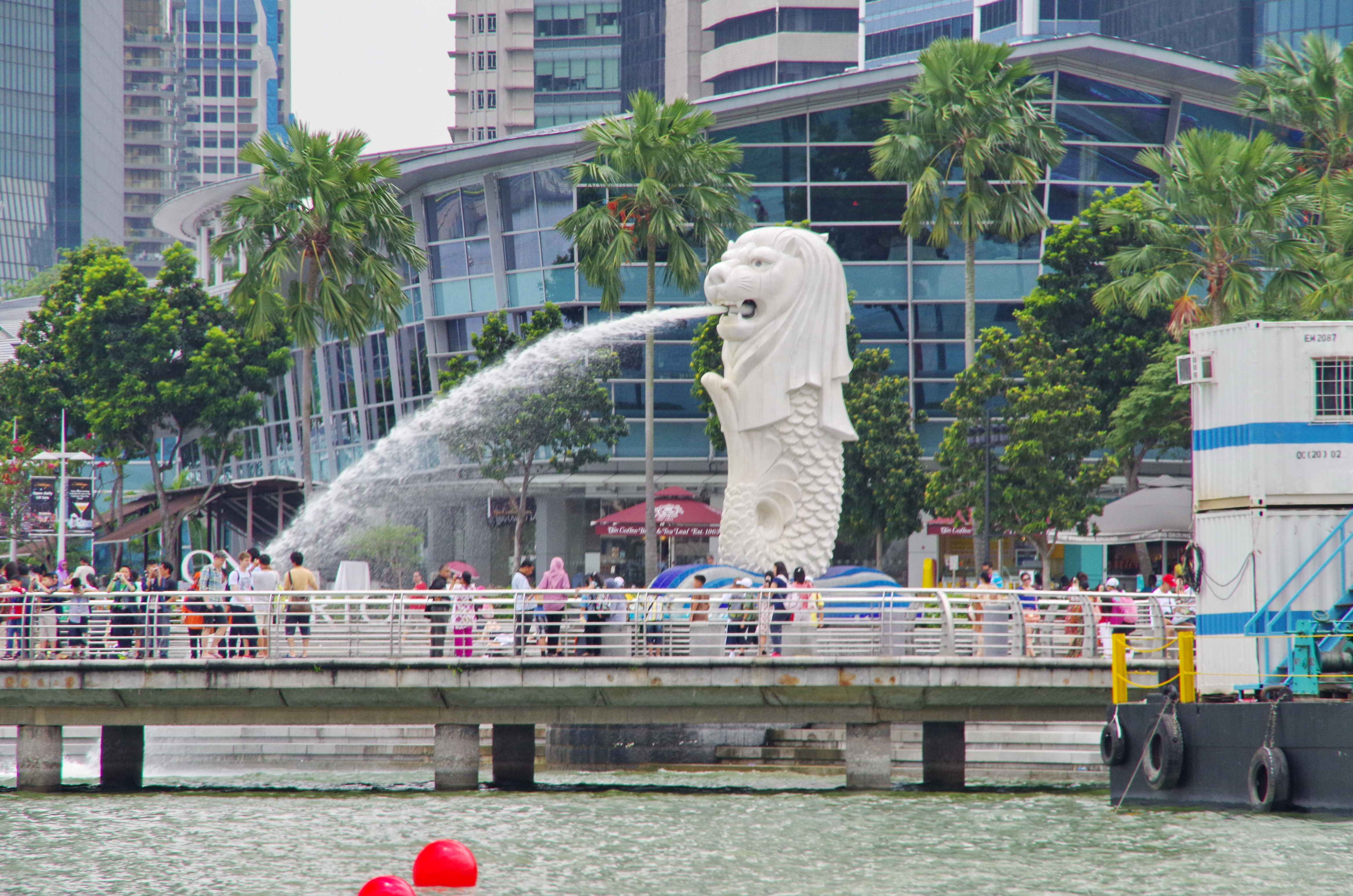
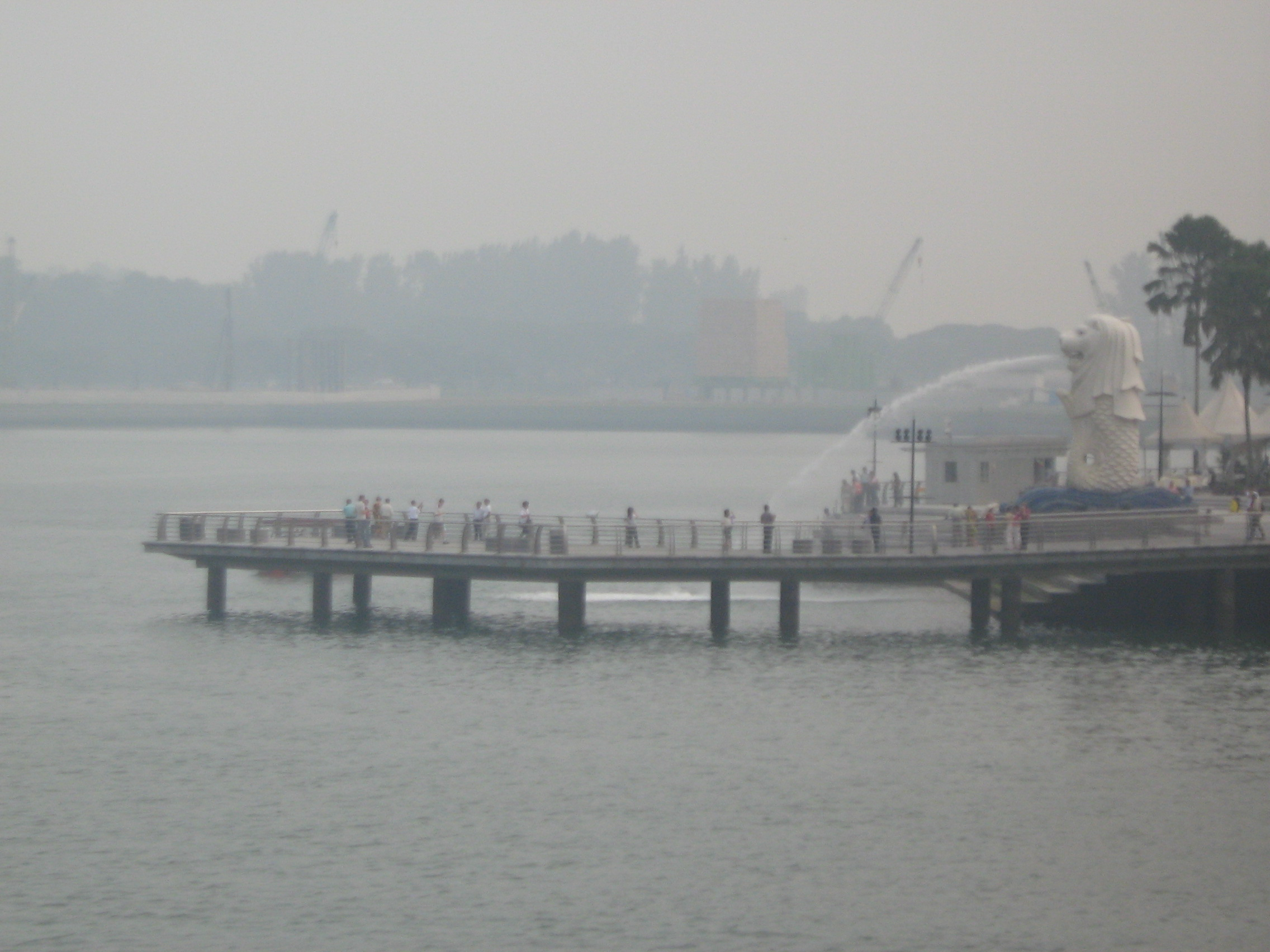
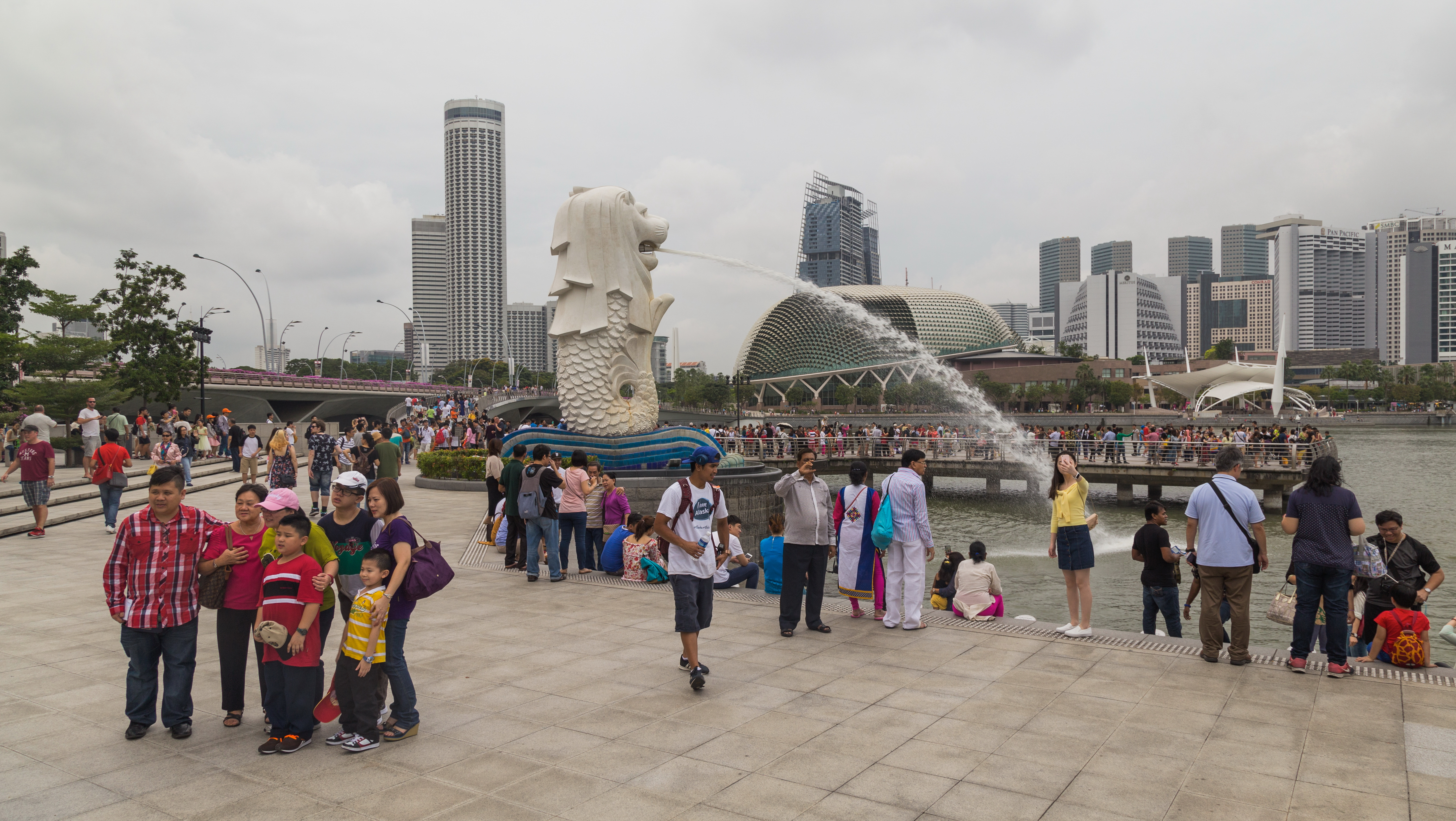
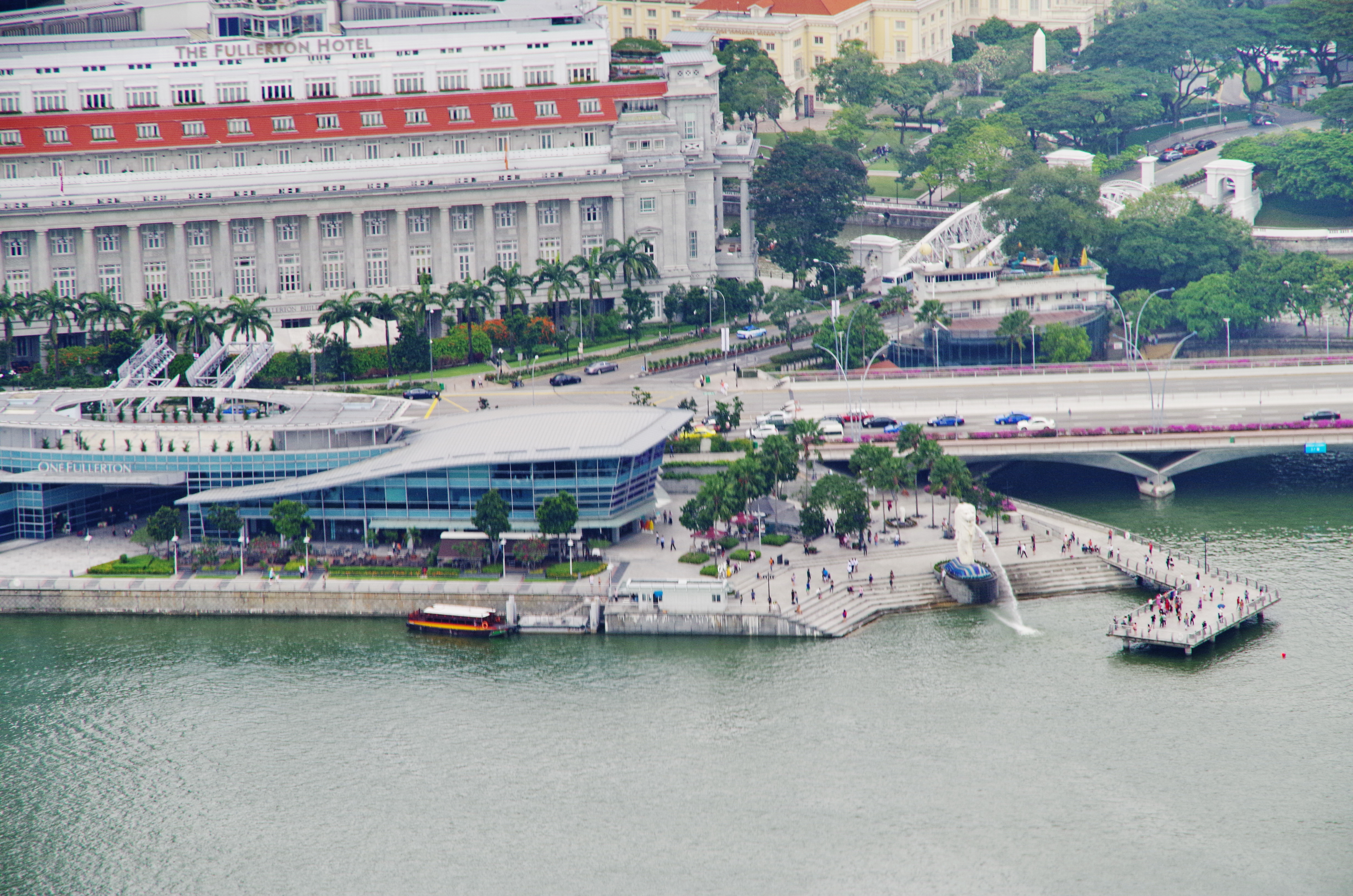